# 첼시 마날로
첼시 앤 마날로(Chelsea Anne Manalo, 1999년 10월 14일 ~ )는 필리핀 모델이다. 2023년 미스 유니버스 필리핀 타이틀을 획득했으며 2024년 미스 유니버스에서 필리핀을 대표했다.